# Франкфурт (футбольный клуб, Франкфурт-на-Майне)
«Фра́нкфурт» (нем. 1. FSV Frankfurt) — немецкий футбольный клуб из Франкфурта-на-Майне. Основан 20 августа 1899 года.
Наивысшие достижения клуба приходятся на довоенный период. В 1925 году «Франкфурт» вышел в финал чемпионата Германии, который в то время проходил по системе плей-офф, но уступил «Нюрнбергу» со счетом 0:1. А в 1938 году Франкфурт вышел в финал национального кубка, но проиграл венскому «Рапиду» 1:3.
Большего успеха добилась женская футбольная команда, входящая в состав спортивного общества 1. FSV Frankfurt: команда три раза становилась чемпионом Германии и пять раз выигрывала национальный кубок.

## Достижения
- Вице-чемпион Германии: 1925
- Финалист кубка Германии: 1938
- Чемпион Германии (Юг): 1933
- Первое место в Региональной лиге «Юг»: 2008